# Sôl austan, Mâni vestan
Sôl austan, Mâni vestan (en nórdico antiguo "Este del sol, oeste de la luna") es el undécimo álbum de la banda noruega de black metal Burzum, lanzado en 2013 por Byelobog Productions.
El disco, anunciado en febrero de 2013, es el tercer trabajo de música electrónica instrumental de Burzum, tras "Dauði Baldrs" (1997) y "Hliðskjálf" (1999), ambos grabados durante la estancia de Varg Vikernes en prisión.
Vikernes -virtualmente el único integrante de Burzum- ha relacionado la música de este álbum con la del grupo alemán Tangerine Dream mientras que, temáticamente, "Sôl austan, Mâni vestan" está basado en conceptos espirituales paganos nórdicos, omnipresente inspiración en la obra de Vikernes.
Las canciones de este álbum, además, fueron pensadas como banda sonora para el film "ForeBears", el cual fue producido y dirigido por Vikernes y su esposa.
"El rapto de Proserpina" de Ulpiano Checa fue utilizado como base para el diseño de la carátula.

## Lista de temas
1. "Sôl austan" («East of the Sun»)
2. "Rûnar munt þû finna" («You shall Find Secrets»)
3. "Sôlarrâs" («Sun-journey»)
4. "Haugaeldr" («Burial Mound Fire»)
5. "Feðrahellir" («Forebear-Cave»)
6. "Sôlarguði" («Sun-God»)
7. "Ganga at sôlu" («Deasil»)
8. "Hîð" («Bear's Lair»)
9. "Heljarmyrkr" («Death's Darkness»)
10. "Mâni vestan" («West of the Moon»)
11. "Sôlbjörg" («Sunset»)